# Hoyos (Cáceres)
Hoyos es un municipio y villa española de la provincia de Cáceres, en la comunidad autónoma de Extremadura. Es la capital administrativa de la mancomunidad de sierra de Gata.

## Geografía física
Limita al oeste con Villamiel, al norte con Acebo, al este y sureste con Perales del Puerto y al sur con Cilleros.

## Historia
Hoyos está relacionado con antiguos asentamientos romanos, por su cercanía a la Ruta de la Plata, y más tarde árabes. Durante el siglo XII, Hoyos entró a formar parte del Reino de León y concretamente perteneció a la ciudad de Coria. A principios del siglo XIX, Hoyos fue testigo de uno de los episodios más dramáticos de la guerra de la Independencia española, cuando las tropas francesas asesinaron el 29 de agosto de 1809, en su casa-palacio de Hoyos, al obispo de Coria, don Juan Álvarez de Castro. Este último había tomado partido, recomendado mediante la publicación de sus pastorales la sumisión a las Juntas.
En 2024 la localidad fue declarada bien de interés cultural, con la categoría de conjunto histórico.

## Demografía
Hoyos cuenta con una población de 858 habitantes (INE 2024).
| Gráfica de evolución demográfica de Hoyos entre 1842 y 2021                                                         |
| |
| Población de derecho según los censos de población del INE Población de hecho según los censos de población del INE |

## Administración y política
Es sede de la mancomunidad de municipios de Sierra de Gata cuenta con: Oficina Comarcal de Urbanismo, Oficina ARI, Oficina Comarcal de la Vivienda, servicio social de base, parque de maquinaria, servicios de recogida de residuos sólidos, monitores deportivos, programa de familia y exclusión social. Sede de ADISGATA con un centro de desarrollo rural.

## Economía
En esta localidad tiene su sede el Consejo Regulador de la Denominación de Origen del Aceite “Gata Hurdes”. 
El municipio forma parte de la zona de producción de tres productos: jamón, aceituna de mesa (Manzanilla Cacereña) y aceite de oliva.
En los últimos años, la economía de Hoyos y del conjunto de la Mancomunidad de la sierra de Gata se ha visto beneficiada por el auge del turismo rural en la zona. En este sentido las ayudas destinadas a potenciar el turismo rural, provenientes de fondos de cohesión de la Unión Europea, han logrado revertir la despoblación de la comarca, así como aumentar la oferta de casas rurales en Hoyos y alrededores.

## Educación
El pueblo cuenta con su propio instituto de educación secundaria: el IESO Valles de Gata. Terminó de construirse en el año 2007.

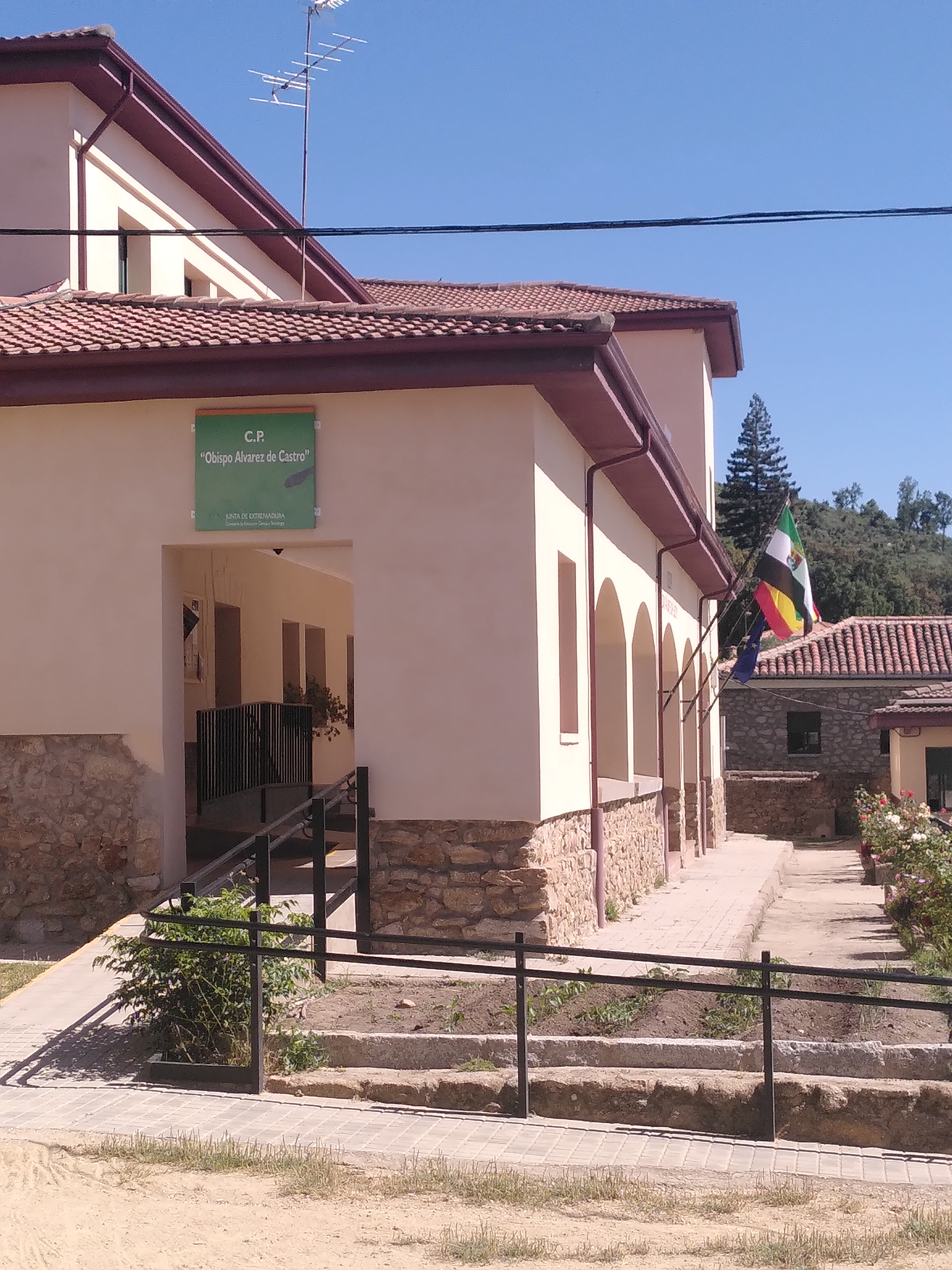
CEIP Obispo Álvarez de Castro

Además de dicha institución, el pueblo cuenta con un colegio primario: el CEIP Obispo Álvarez de Castro.

## Patrimonio

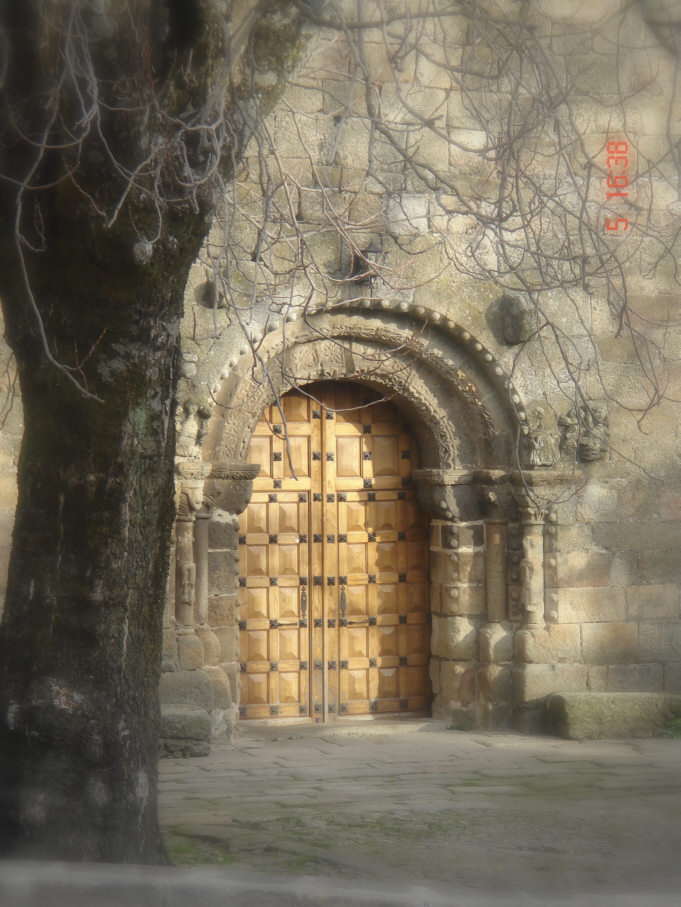
Ntra. Sra. del Buen Varón

La iglesia parroquial de Nuestra Señora del Buen Varón (siglos XII y XIII), de origen románico en su portada principal y otras dos portadas una del comienzo del gótico y la otra del último periodo de éste. La torre o campanario fue de una construcción posterior, que se inició en el año de 1603 y se finalizó en el año 1613, siendo inaugurada el 23 de octubre de 1613 por el obispo de la diócesis de Coria. En el interior guarda una talla de la Virgen y hay un retablo barroco del siglo XVII atribuido a José Benito de Churriguera. En algún lugar de esta iglesia se encuentran los restos del obispo de Coria Juan Álvarez de Castro, asesinado en esta villa por los franceses el 29 de agosto de 1809, durante la guerra de la Independencia española. En julio de 2018, la iglesia fue declarada Bien de Interés Cultural en la categoría de Monumento por la Junta de Extremadura.
Además de la iglesia, el municipio cuenta con otro templo católico, la ermita del Cristo.
Existe también un convento franciscano, convento del Espíritu Santo, hoy prácticamente en ruinas. Es de la segunda mitad del siglo XVI, aunque pudo tener su conclusión definitiva en 1641, fecha que figura sobre el blasón de Pablo Pérez. Se cuenta en el pueblo que fue construido por un pequeño comerciante, criador de cochinos de la zona que zarpó rumbo a América con Pizarro y que volvió rico. Al no tener descendencia y querer deshacerse de los avances avariciosos de sus conocidos, decidió construir un hospital que ayudaría a los pobres, como él había sido tiempo atrás. Allí se instalaron las monjas como médicas.

## Cultura

### Festividades
Las fiestas grandes de Hoyos son: san Lino y san Lorenzo. La primera tiene lugar el 23 de septiembre. Se hace una pequeña verbena en la plaza y se realizan actividades culturales para niños y mayores.
Pero la más importante es san Lorenzo, cuyo día grande es el 10 de agosto. Toda la semana precedente las peñas consuman todo el trabajo anual en el divertimento general. Todas las noches hay verbena y la gente disfruta sanamente.

### Tradiciones
En cuanto a la artesanía, destacan los trabajos en madera, encaje de bolillos que hace unos años se les vendía a los encajeros de Acebo (Cáceres) y ganchillo.
Un juego con mucha tradición es el Zápiti. Una variante del truco argentino sin envido y con diferentes "matas" o cartas de mayor valor, del cual se disputan torneos en verano.

## Deporte
Cabe destacar el torneo de fútbol que se realiza la primera quincena de agosto en honor al santo, san Lorenzo.